# Vadim Abdullayev
Vadim Abdullayev (Masally, 17 de diciembre de 1994) es un futbolista azerí que juega en la demarcación de centrocampista para el Araz-Naxçıvan PFK de la Liga Premier de Azerbaiyán.

## Selección nacional
Tras jugar en las categorías inferiores de la selección, finalmente hizo su debut con la selección absoluta de Azerbaiyán el 14 de octubre de 2024 en un partido de la Liga de Naciones de la UEFA 2024-25 contra Eslovaquia que finalizó con un resultado de 1-3 a favor del combinado eslovaco tras un gol de Toral Bayramov para el combinado azerí, y de Lukáš Haraslín, Dávid Ďuriš y un autogol de Rahil Məmmədov para Eslovaquia.

## Clubes
| Club              | País       | Año       | Partidos | Goles |
| ----------------- | ---------- | --------- | -------- | ----- |
| FK Baku           | Azerbaiyán | 2011-2014 | 19       | 0     |
| Simurq PFC        | Azerbaiyán | 2014-2015 | 22       | 1     |
| FK Qäbälä         | Azerbaiyán | 2015-2016 | 1        | 0     |
| Zagatala PFK      | Azerbaiyán | 2016-2017 | 25       | 3     |
| Shuvalan FK       | Azerbaiyán | 2017-2018 | 13       | 1     |
| Khazar Baku FK    | Azerbaiyán | 2018      | 14       | 2     |
| Sabah FK          | Azerbaiyán | 2018-2020 | 24       | 0     |
| MOIK Baku         | Azerbaiyán | 2020-2021 | 10       | 0     |
| Araz-Naxçıvan PFK | Azerbaiyán | 2022-     | 74       | 0     |